# Курумэ (лагерь)
Лагерь Курумэ (англ. Camp Kurume, нем. Kriegsgefangenenlager Kurume) — японский лагерь для военнопленных, созданный 6 октября 1914 года, для содержания австро-венгерских и немецких военнопленных, захваченных Японией во время Первой мировой войны. Это был крупнейший лагерь для иностранных военнопленных в Японии того времени. Условия в лагере были довольно суровыми, особенно по сравнению с другими лагерями, такими как Бандо. Тем не менее, военнопленные активно занимались музыкальной и театральной деятельностью, давая концерты для местных жителей. После окончания войны в 1920 году лагерь был закрыт, а военнопленные репатриированы в Германию и Австро-Венгрию. Некоторые из них внесли вклад в развитие промышленности Японии.

## История
На основании англо-японского союза Япония объявила войну Германии. Японские войска начали осаду Циндао, которое завершилось капитуляцией немецких войск. 4 791 солдат был взят в плен, 4 679 из них были отправлены в Японию. По всей Японии было создано 16 лагерей для военнопленных. 
Курумэ стал первым созданным японским лагерем для военнопленных 6 октября 1914 года. 15 ноября с прибытием пленных лагерь начал свою работу. Первоначально в нем размещалось около 530 военнопленных в трех местах: в городском храме, в дорогом ресторане «Kokaen» и в армейском учебном арсенале. В этот период, когда начальником лагеря был майор Хиромити Касимура, проблем между администрацией лагеря и военнопленными было немного, а местные жители относились к военнопленным дружелюбно.
Лагерь Курумэ был перемещен 9 июня 1915 года в помещение военного госпиталя. Лагерь Кумамото был закрыт и все его военнопленные (650 человек), а также часть заключенных из лагеря военнопленных в Фукуоке были переведены в лагерь Курумэ. Отчасти из-за строгой системы управления, введенной подполковником Дзиндзабуро Масаки, который стал вторым начальником лагеря, трения между руководством лагеря и военнопленными усилились, и часто возникали различные проблемы. Однако во время правления следующего начальника лагеря, Хаяси Сэндзюро, музыкальные, театральные и спортивные мероприятия стали более активными, военнопленные начали выращивать овощи на полях, прилегающих к лагерю, и лагерь постепенно стал спокойным.
После заключения перемирия в ноябре 1918 года, атмосфера постепенно становилась ближе к освобождению, и деятельность военнопленных стала намного свободнее.
Курумэ стал одним из самых крупных японских лагерей для военнопленных, в нем содержалось не более 1 319 солдат, среди которых было также 47 австро-венгерских военнопленных и 59 офицеров, пока он не был закрыт 12 марта 1920 года.

## Условия содержания
Судьба в этом лагере была более печальной чем в других японских лагерях. Иногда его характеризуют как концлагерь. Инспекторы Уэллс, Хунзикер и Паваринчини были единодушны в своем неодобрении условий. Уборные находились слишком близко к баракам, что вызывало «неприятный запах». Хунзикер был разочарован тем, что за три его посещения лагеря его начальство не смогло улучшить условия. Во время своего последнего посещения он отметил, что «этот ужасный лагерь остается совершенно неизменным». Лагерем пытались управлять в соответствии с Гаагской конвенцией, которая регулировала гуманное обращение с пленными. Японское правительство платило им зарплату в соответствии с их званием и разрешало им обмениваться письмами, брать газеты, заниматься спортом или музыкой и другими видами деятельности с некоторыми ограничениями. Почти еженедельно они устраивали концерты и выступали в театре с настоящими костюмами. Но плата за вознаграждение за работу оставалась постоянной даже в условиях огромной инфляции в Японии, а питание военнопленных, возможно, было эквивалентно тому, что получали японцы, но немцы сочли рацион японского образца недостаточным.  
Двумя основными проблемами в Курумэ были нехватка места и отношения между охранниками и заключенными. Лагерь был дискредитирован за злоупотребления и плохое обращение с заключенными и его часто противопоставляют лагерю Бандо, где военнопленные пользовались большой свободой. На это есть две причины. Во-первых, руководство лагеря Курумэ было нервным и строгим с заключенными лагеря в результате неоднократных попыток побега. Было наложено множество мелких и абсурдных правил, а нарушители сурово наказывались. Это усиливало недовольство заключенных, и они становились все более и более неуправляемыми. В этом замкнутом круге со стороны администрации лагеря имели место избиения, жестокие преследования, цензура и т.д. Во-вторых, рядом с лагерем располагался крупный гарнизон 18-й дивизии Императорской армии Японии — войска, которые были мобилизованы для нападения на Циндао и понесли тяжелые потери. Поэтому руководство лагеря не могло относиться к заключенным лучше, чем к японским солдатам. Однако, несмотря на относительно плохие условия, музыкальные мероприятия чаще организовывались в лагере Курумэ, чем в любом другом лагере. 
Культурное и языковое непонимание было причиной некоторых проблем в Курумэ, как и в других местах. В ноябре 1915 года начальство лагеря предложило немецким офицерам подарки — пиво и яблоки в честь коронации императора Тайсё. Офицеры отказались на том основании, что две страны находятся в состоянии войны. Японский комендант, который позже признал свою ошибку, воспринял это как оскорбление императорской семьи и был так разгневан, что ударил каждого офицера по лицу и пинал их, когда они лежали на земле. Ни японский командир, ни немецкие офицеры не говорили на языке друг друга, поэтому подобные недоразумения могли произойти. 
Помещения и территория были недостаточно просторными для многих людей, но сделать лагерь больше было невозможно. Заключенные страдали от депрессии, и от так называемой «болезни колючей проволоки». Они чувствовали себя изолированными, особенно когда в качестве коллективных наказаний неделями не получали никакой почты или получали только почту с жесткой цензурой. К тому же лагерь находился в городе, поэтому и немецкие военнопленные, и японские войска испытывали постоянное психологическое напряжение. Поэтому военнопленные ходили на экскурсии в качестве развлечения и снятия напряжении. Почти всё время они ходили гулять в горы или купаться в реке, а иногда ходили смотреть цветение сакуры или осмотреть достопримечательности городов, расположенных вблизи Курумэ. Они сделали много фотографий на память.
Японцы очень скоро отреагировали на неудовлетворительные условия в импровизированных тюремных лагерях и построили новые, более оборудованные лагеря, такие как Бандо, или использовали для размещения заключенных тренировочные площадки для войск с пристроенным жильем для солдат, такие как Аоногахара около Кобе или Нарасино к востоку от Токио.

## Отношение японцев
Люди в Японии познакомились с западной культурой и научными технологиями из Германии. То, что многие пленные немцы остались в стране, было хорошей возможностью изучить их технологии. Каждое утро военнопленные отправлялись на работу на поезде в сопровождении японских охранников. Люди приветствовали их не только потому, что они приносили положительный экономический эффект, но и потому, что они восхищались их правильным и умным поведением и их культурой.

## Труд
Хотя в Курумэ было мало компаний, которые разрешали военнопленным работать за пределами лагеря, в Nippon Tabi Shoes, Tsuchiya Tabi Shoes и филиале в Курумэ Nippon Flour Milling работали инженеры из числа военнопленных, которые добирались из лагеря до места работы на поезде. Генрих Ведекинд из Tsuchiya Tabi, который после освобождения стал сотрудником компании по её просьбе, свою жизнь посвятил развитию технологий компании, а Пауль Хиршбергер из Nippon Tabi Shoes создал ранние резиновые технологии компании в качестве инженера по резиновым смесям и позже участвовал в основании Bridgestone Tyres. Эти два немца, которые были военнопленными в лагере Курумэ, внесли значительный вклад в развитие резиновой промышленности, одной из ключевых отраслей Курумэ. Данное развитие резиновой промышленности позже послужит основой для известного производителя шин Bridgestone.

## Театральная и музыкальная деятельность
Музыкальные мероприятия включали в себя два оркестра в лагере, которые дали в общей сложности около 150 концертов. 3 декабря 1919 года, перед самым возвращением в Японию, оркестр военнопленных посетил среднюю школу для девочек Курумэ, где исполнил симфонию № 9 Бетховена и другие произведения перед ученицами. Наряду с музыкой активно велась и театральная деятельность, и из оставленных программ известно, что в лагере было поставлено в общей сложности 56 спектаклей и 60 пьес. С 19 по 21 декабря 1919 года в городском театре проходило представление «獨逸人演芸会», организованное мэрией, городской ассоциацией образования и другими организациями, и каждый день на него собиралось множество горожан, пришедших посмотреть.
Хотя девятая симфония Бетховена в Японии впервые была исполнена немецкими военнопленными в лагере для военнопленных Бандо в префектуре Токусима, но это представление было предназначено только для военнопленных в лагере, поэтому Курумэ стал первым японским лагерем, чей оркестр выступил за пределами лагеря перед аудиторией из обычных граждан.

## Изображение в массовой культуре
В первых 20-ти минут японского фильма «Baruto no Gakuen» действия происходят не в Бандо, а в лагере Курумэ. В фильме показаны плохие условия внутри лагеря, а также вымышленный надзиратель, совершающий акты безрассудного насилия над военнопленным. Развивается противостояния между немецкими военнопленными, японскими солдатами и местными жителями.  Курумэ предстает как «ад» в отличие от Бандо, который является «раем».

## Погибшие
За пять лет и три месяца заключения скончались одиннадцать солдат. Первые двое умерли от огнестрельного ранения и гноекровия, полученных на войне в Циндао, остальные — от инфекционных заболеваний, таких как пневмония и туберкулез. При этом было ни одного случая смерти от испанского гриппа, поэтому вероятно, что гигиена в лагере поддерживалась на высоком уровне. После христианских похорон тела были захоронены на армейском кладбище Мии-Хатазаки. Когда все немецкие солдаты были освобождены и вернулись в страну, они привезли с собой кости своих погибших товарищей — за исключением двух тел, о которых неизвестно, где они были похоронены. Мемориальный памятник был воздвигнут японскими каменщиками перед их отъездом, вероятно по заказу немецких солдат. На нём есть надпись на немецком языке: 
ZUM GEDÄCHTNIS DEN KAMERADEN DIE FERN DER HEIMAT STARBEN (В память о товарищах, погибших вдали от дома)
В 1997 году памятник был перенесен к пешеходному переходу у пруда храма Сёгэндзи. В 1998 году рядом с памятником была посажена липа из Германии.